# Neoferdina kuhli
Neoferdina kuhli är en sjöstjärneart som först beskrevs av Müller och Franz Hermann Troschel 1842.  Neoferdina kuhli ingår i släktet Neoferdina och familjen Ophidiasteridae. Inga underarter finns listade i Catalogue of Life.